# Iseo (Itália)
Iseo é uma comuna italiana da região da Lombardia, província de Bréscia, com cerca de 8.389 habitantes. Estende-se por uma área de 25 km², tendo uma densidade populacional de 336 hab/km². Faz fronteira com Adro, Corte Franca, Monte Isola, Monticelli Brusati, Paratico, Polaveno, Predore (BG), Provaglio d'Iseo, Sarnico (BG), Sulzano, Tavernola Bergamasca (BG).

## Demografia
| Variação demográfica do município entre 1861 e 2011                               |
|                                                                                   |
| Fonte: Istituto Nazionale di Statistica (ISTAT) - Elaboração gráfica da Wikipedia |